# Camp Pendleton North (Kalifornija)
Camp Pendljeton North je naseljeno područje za statističke svrhe u američkoj saveznoj državi Kalifornija. Prema popisu stanovništva iz 2010. u njemu je živjelo 5,200 stanovnika.